# 루슈옌
루슈옌(중국어 간체자: 卢秀燕, 정체자: 盧秀燕, 병음: Lú Xiùyàn, 1961년 8월 31일~ )은 중화민국의 타이중시장,  전 기자, 입법위원, 타이완성 의원이다.

## 학력
- 타이완성 지룽 여성 고등학교
- 국립 정치 대학 토지 행정 학부 학사
- 단장 대학 국제 업무 및 전략 연구소 석사

## 역대 선거 결과
| 선거명           | 직책명 | 선거구   | 대수 | 정당       | 득표율 | 득표수    | 결과 | 당락 |
| ---------------- | ------ | -------- | ---- | ---------- | ------ | --------- | ---- | ---- |
| 2018년 지방 선거 | 시장   | 타이중시 | 초대 | 중국국민당 | 56.57% | 827,996표 | 1위  | 당선 |
| 2022년 지방 선거 | 시장   | 타이중시 | 2대  | 중국국민당 | 59.35% | 799,107표 | 1위  | 당선 |